# جيمي مكغوان
جيمي مكغوان (بالإنجليزية: Jamie McGowan)‏ هو لاعب كرة قدم بريطاني في مركز حراسة المرمى، ولد في 29 يناير 1997 في بيزلي في المملكة المتحدة. لعب مع نادي غرينوك مورتون.

## وصلات خارجية
- جيمي مكغوان على موقع قاعدة بيانات كرة القدم.إي يو (الإنجليزية)
- جيمي مكغوان على موقع Soccerbase.com (لاعب) (الإنجليزية)